# أمريكانا (ثقافة)

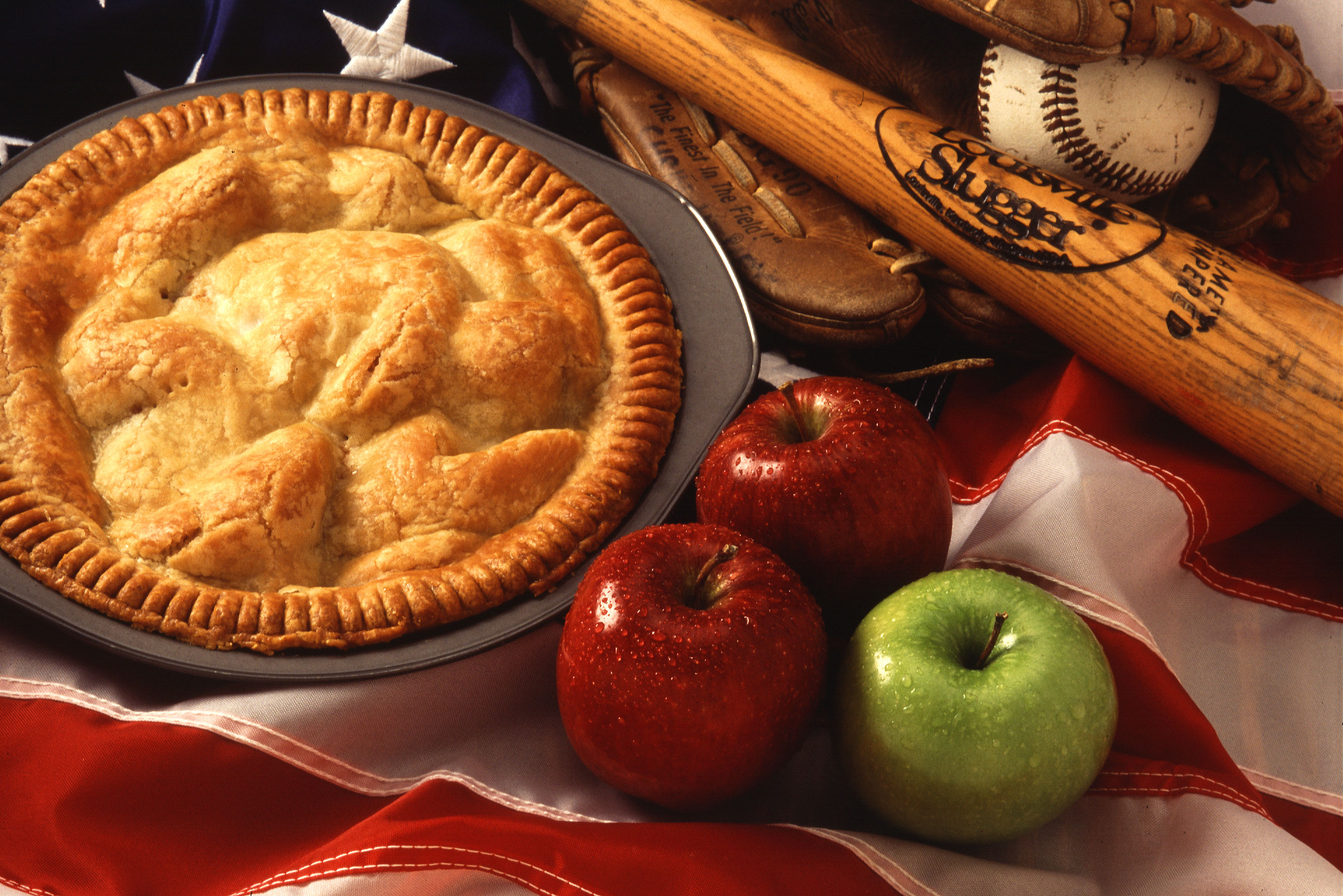
فطيرة التفاح وسلة البيسبول فوق علم الولايات المتحدة و احيانا رموز ثقافة الولايات المتحدة

أمريكانا هي كلمة باللغة الإنجليزية، تستخدم خاصةً في الولايات المتحده الأمريكية؛ للإشارة إلى القطع الثقافية في الولايات المتحدة من الجوانب الأكثر شعبيةً، وتحديدًا، والمسيطرة علي الطريقة الأمريكية. يظهر نمط الحياة الأمريكية على حد سواء رياضة البيسبول والغداء الممثل في فطيرة التفاح، والعشاء، والبرجر) والشخصيات الكوميدية، سوبر مان، وبعض المؤلفات الموسيقية مثل مسيرات جون فيليب سوزا، والرابسودي الزرقاء جورج غيرشوين، وبعض الصور المؤهلة من الفن الشعبي مثل نورمان روكويل، إلخ.

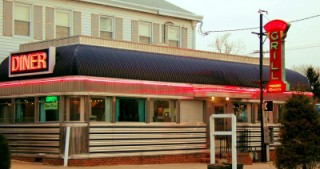
مطعم جاهز معتاد في شمال شرق الولايات المتحدة

 في مجال الفنون البصرية، المنتجات المحدده بالمصطلح الأمريكي عاده يعالج جوانب هامشية من الثقافة التاريخية الأمريكية مثل: الكرنفالات، التسالي الشعبية مثل الطباعة والعلامات العامية، أفلام الرعب قديمة الطراز مثل المنزل المسكون، الغربية القديمة، كما في الأدب القوطي للمؤلفين الامريكين، إدغار آلان بو وراي برادبري.

## النوع الأدبي
يشمل هذا النوع المعروف باسم أمريكانا، في الموسيقى الشعبية الأمريكية، والبلو، والبلوز، والزايدكو وأشكال أخرى مستوحاة من جذورها، كموطن بديل، الذي غالبًا ما يتم التعرف عليه بفارق ضئيل.
واحدة من الأسباب الأساسية، التي تشمل الكثير من الأنواع الموسيقية. ويرجع ذلك إلى التأثيرات الثقافية الأمريكية وكمثال لذلك الأدوات التقلدية للبلو هم البانجو، الجيتارات الأوروبية الأصل، ونوع خاص من الكمان من جذور أيرلندية، والاسكتلندية والويلزية، أيضًا يدعي كمان ولكن بتعديل غريب. تعتبر المجموعة الكندية المكونة من 60 عضو هي الفرقة الأكثر تأثيرًا حديثًا في أمريكا وخاصةً فن الروك.